# Don Hunstein
Donald Robert Hunstein (19 novembre 1928 – 18 mars 2017) est un photographe américain